# Atlantic City (singolo)
Atlantic City è una canzone del cantautore statunitense Bruce Springsteen, pubblicata come primo singolo estratto dal suo album Nebraska del 1982.

## Storia
La canzone parla di un progettato incontro romantico di una coppia ad Atlantic City, ma parla esplicitamente anche di malavita e della difficoltà di trovare e mantenere il lavoro, il dramma dell'uomo che non ha nulla ma desidera tutto. Se pur estremamente pessimista, la canzone lascia aperta la possibilità di un riscatto per il futuro (Everything dies, baby, that's a fact, but maybe everything that dies someday comes back).
Diventò quindi uno dei brani di maggior successo di Springsteen; uscì come singolo nel Regno Unito, ma non negli USA. Nel 1995 fu inserito anche nell'album Greatest Hits e nel 2003 in The Essential Bruce Springsteen.
Fu girato anche un video clip della canzone con le immagini riprese con una camera car in bianco e nero.

### Riferimenti storici
La canzone fu scritta nel 1982 e parla nei primi versi della mafia di Philadelphia. Nel 1980 il boss Angelo Bruno fu ucciso dal suo sottocapo Anthony Caponigro su istigazione della Famiglia Genovese di New York, che in seguito lo uccise. Nel 1981 il suo successore Philip Testa era soprannominato "The Chicken Man" e fu ucciso da un'auto bomba davanti a casa (Well they blew up the chicken man in Philly last night/ now they blew up his house too). La canzone continua citando il boardwalk di Atlantic City (lo stesso di Boardwalk Empire) e la lotta che i ragazzi del racket stanno per iniziare e i guai che ci saranno dentro e fuori dallo Stato (la mafia di Philadelphia controllava sia la città che il Sud del New Jersey dove si trova Atlantic City), (And the D.A. can't get no relief) il D.A. o District Attorney è l'equivalente americano del pubblico ministero e fa riferimento alla fine dell'era di pace nella mafia di Philadelphia coincidente con l'avvento di Nicodemo Scarfo come boss di Philly.
Viene anche citata "la gambling commission" ossia la commissione per il gioco d'azzardo in quanto alla fine degli anni 70 era stato legalizzato il gioco d'azzardo ad Atlantic City, allora città morente che ricadeva nel territorio della mafia di Philadelphia.